# Koenigsegg CCX
Koenigsegg CCX — суперкар виробництва компанії Koenigsegg. CCX — це абревіатура Competition Coupe X, де X позначає 10-у річницю від створення першої CC у 1996 році. CCX призначений для ринку США, тому спроєктований із врахуванням американських вимог.

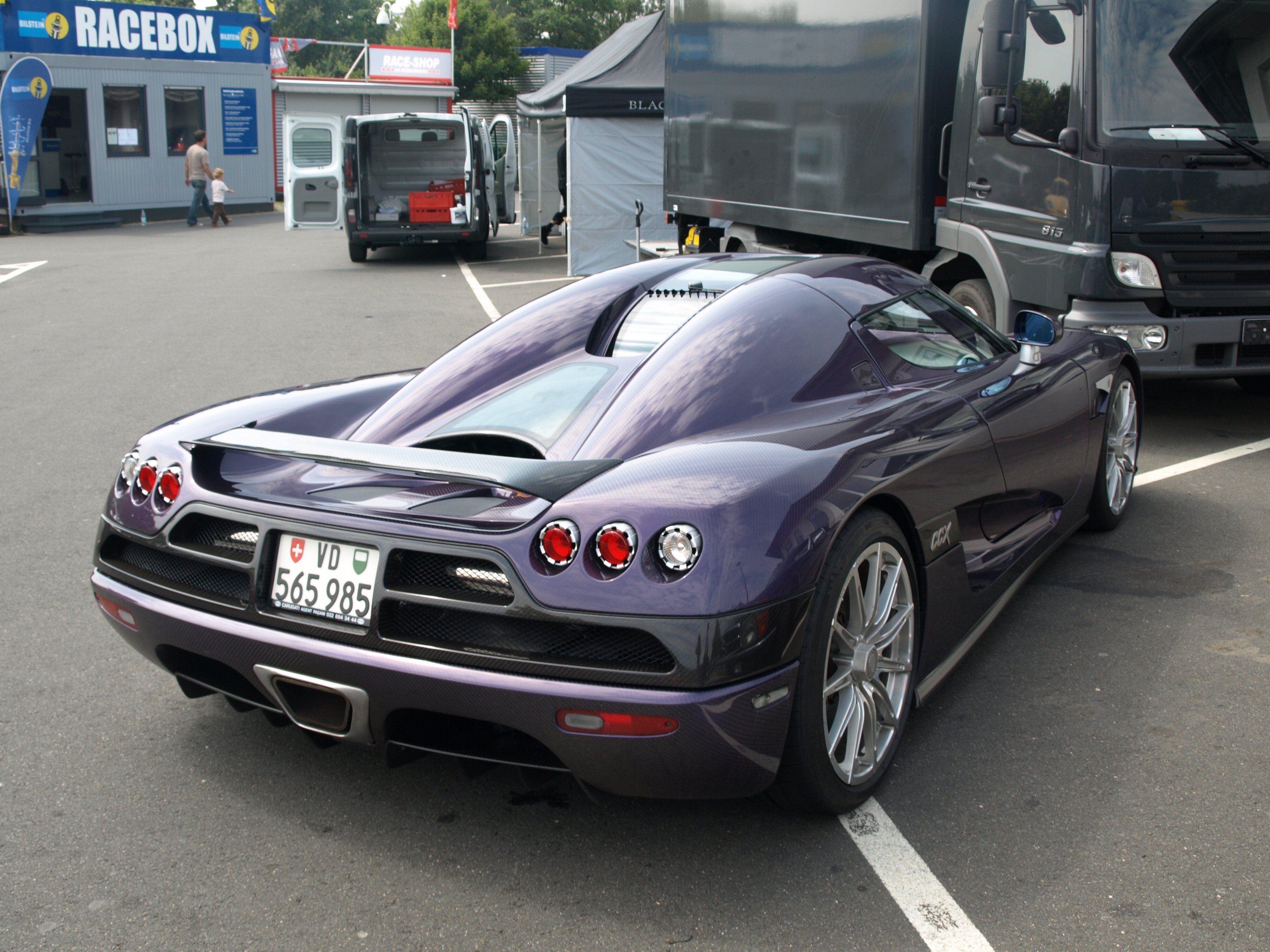

Розроблена модифікація CCXR — двигун налаштований для роботи на біопаливі. Альтернативне паливо і змінені налаштування дозволили CCXR отримати потужність на 25% вище, ніж у моделі CCX.